# Порон, Жан-Франсуа
Жан-Франсуа́ Поро́н (фр. Jean-François Poron; 6 мая 1936, Париж, Франция — 3 сентября 2020) — французский актёр театра и кино.

## Биография
Окончил актёрскую студию Cours Simon. С 1957 года — на театральной сцене. Играл в пьесах Шекспира, Жана Ануя, Жана-Поля Сартра.

### Жан-Франсуа Порон в кино
В 1954 году дебютировал в кино в фильме «Воздух Парижа». В 1956 году Жан-Франсуа Порон был приглашён актёром и режиссёром Робером Оссейном для участия в фильме «Простите наши прегрешения», где впервые снялся вместе с Мариной Влади. В 1958 году исполнил небольшие роли в фильмах Марселя Карне «Обманщики» и Андре Кайата «Призрачное счастье». Далее последовала роль воришки мотоциклов в фильме Эрве Бромберже «Асфальт» (1958). Эта роль получила развитие в следующем фильме, сделавшем Жана-Франсуа Порона знаменитым, — «Волки в овчарне» (1960, режиссёр Эрве Бромберже).
Мировую славу Жану-Франсуа Порону принесли главные роли в фильмах: герцог де Немур («Принцесса Клевская», 1961, режиссёр Жан Деланнуа, сценарий Жана Кокто), Анри/Людовик XIV («Железная маска», 1962, режиссёр Анри Декуэн). В обоих фильмах Жан-Франсуа Порон снимался вместе с Жаном Маре.
Заметной работой Жана-Франсуа Порона стала роль Андрия в фильме Анри Зафиратоса «Сын Тараса Бульбы» (1964). В фильмах Мишеля Девиля «Рафаэль-развратник» (1971), «Чарли Браво» (1980) Жан-Франсуа Порон снялся в эпизодических ролях.

### На телевидении
Первой крупной работой Жана-Франсуа Порона на телевидении стала роль в телефильме режиссёра Клода Барма «Дело Тропмана» (серия «En votre ame et conscience»). Наиболее значительными работами стали роли Франсуа Эглона в телефильме Стеллио Лоренци «Истинный Эглон» (1959), лейтенанта Рюоля «Отдых в Баколи» (1966), герцога Энгиенского в фильме «Венсенские рвы» (1972).
Начиная с конца 1970-х годов снимался преимущественно в телефильмах и сериалах. В 1976 году снялся в телесериале известного кинорежиссёра Бернара Бордери «Прекрасные господа из Буа-Доре», снятого по одноимённому роману Жорж Санд. В 1979 году сыграл роль Вильфора в мини-сериале «Граф Монте-Кристо», снятого по одноимённому роману Александра Дюма-отца. В 1986 году заметной работой актёра стала роль герцога Филиппа Бургундского в телесериале «Катрин», снятого по одноимённому роману Жюльетты Бенцони. В 1994 году исполнил роль Жозефа Касселя в биографическом телефильме известного кинорежиссёра Робера Энрико «Сент-Экзюпери: последняя миссия».
Жан-Франсуа Порон также известен как актёр дубляжа.
Фильмография актёра насчитывает более 60 названий.